# Liam Boyce
Liam Boyce (ur. 8 kwietnia 1991 w Belfaście) – pochodzący z Irlandii Północnej piłkarz występujący na pozycji napastnika w szkockim klubie Heart of Midlothian F.C.

## Kariera klubowa
Boyce jest wychowankiem Cliftonville Belfast. W 2008 roku został włączony do kadry pierwszego zespołu tego klubu. W sumie rozegrał 36 spotkań dla Cliftonville, w których zdobył 17 bramek. 31 sierpnia 2010 roku oficjalna strona klubu poinformowała, że Boyce opuszcza drużynę i przenosi się do innego klubu. Klubem tym okazał się niemiecki Werder Brema. W styczniu 2012 wrócił do Cliftonville, z którym podpisał dwuipółletni kontrakt.

## Kariera reprezentacyjna
Boyce ma za sobą dwa występy w reprezentacji Irlandii Północnej do lat 21. Swój debiut zaliczył 2 marca 2010 roku w wygranym 3-0 meczu z San Marino rozgrywanym w ramach eliminacji do Mistrzostw Europy U-21.